# El arte de vivir
El arte de vivir es una película dramática española estrenada en 1965, dirigida por Julio Diamante, con un guion escrito conjuntamente con su esposa Elena Sáez y protagonizada por Luigi Giuliani y Elena María Tejeiro.
Según sus propias palabras, esta película y Tiempo de amor, fueron intentos de Julio Diamante de hablar de la sociedad española y de como el amor florecía muy mal en ella.
Compitió por el Oso de Oro en la 15.ª edición del Festival Internacional de Cine de Berlín, en la que se proclamó vencedora la película francesa Alphaville.
Durante la aparición de los títulos de crédito iniciales, suena la canción Todo va bien interpretada por Miguel Ríos.

## Sinopsis
Tras licenciarse en la carrera de Ciencias Económicas, Luis intenta encontrar su lugar en la sociedad, pero es muy crítico con el mundo que le rodea. Su novia Ana se da cuenta de la progresiva transformación de él en una persona diferente por su afán de ascender en la vida.
Ana intentará llamar su atención con un frustrado intento de suicidio.

## Reparto
- Luigi Giuliani como Luis
- Elena María Tejeiro como Ana
- María del Carmen Abreu como Julia Smeyers
- Juan Luis Galiardo como Juanjo
- José María Prada como	Gálvez
- Paco Valladares como Santiago
- Lola Gaos como Madre de Luis
- Anastasio Alemán como Psicólogo
- Antonio Buero Vallejo como  Padre del alumno de Luis
- Montserrat Julió como	Hermana de Ana
- Rafael Romero como Cantaor de flamenco
- Manuel Summers como Adversario
- Sergio Mendizábal como Amigo de Luis
- Ángel Menéndez
- Lauro Olmo
- Rodrigo Rivero
- Héctor Quiroga como Portero
- Beatriz Galbó como Tita, hermana de Luis
- Fernando Sánchez Polack
- Julio Diamante como Amigo de Luis
- María Luisa San José como Chica en la terraza